# Der Tod ist ein Meister aus Deutschland (Buch)
Das Buch Der Tod ist ein Meister aus Deutschland – Deportation und Ermordung der Juden; Kollaboration und Verweigerung in Europa wurde von der Fernsehjournalistin Lea Rosh und dem Historiker Eberhard Jäckel geschrieben. Der Titel stammt aus der Todesfuge von Paul Celan. Als Grundlage des Buches diente der Film Der Tod ist ein Meister aus Deutschland. Der Mord an den europäischen Juden. Das Buch wurde 1990 mit dem Geschwister-Scholl-Preis ausgezeichnet.

## Rezensionen
- Walter Jens lobt im Spiegel 17/1990: „Während der Film nur die Resultate präsentiert, macht das Buch deutlich, wie die Ergebnisse zustande kamen“ und bemängelt ein „stereotyp wirkendes Nacheinander“ der Beiträge von Lea Rosh und Eberhard Jäckel im Buch, dem ein „perfektes Miteinander“ im Film gegenübersteht. Die Wiedergabe der Ereignisse wirkt ihm zufolge im Buch in seiner „Einheitssprache“ „zu glatt, zu nivellierend, zu korrekt“.[2]

## Ausgaben
- Lea Rosh, Eberhard Jäckel: „Der Tod ist ein Meister aus Deutschland“ – Deportation und Ermordung der Juden; Kollaboration und Verweigerung in Europa. Hoffmann und Campe, Hamburg 1990, ISBN 3-455-08358-7.